# Primera Liga de Croacia 2001-02
La Prva HNL 2001-02, fue la undécima temporada de la Primera División de Croacia. El campeón contra todo pronóstico fue el club NK Zagreb que rompió la hegemonía de los dos grandes de Croacia el Dinamo Zagreb y el Hajduk Split.
Para esta temporada aumentó el número de clubes de 12 a 16 por lo que se sumaron cuatro clubes provenientes de la 2. HNL estos son 
Kamen Ingrad Velika, Pomorac Kostrena, NK Zadar y TSK Topolovac, se jugaron dos ruedas con un total de 30 partidos a disputar por club.
Quedó establecido que para la próxima temporada se volverá a los doce clubes, por lo que descenderán los cuatro últimos clubes directamente, mientras otros dos disputarán una promoción con clubes de la 2. HNL.

## Tabla de posiciones
|  |     | Equipo                  | PTS | PJ | PG | PE | PP | GF | GC | DG  |
|  | --- | ----------------------- | --- | -- | -- | -- | -- | -- | -- | --- |
|  | 1.  | NK Zagreb               | 67  | 30 | 20 | 7  | 3  | 71 | 24 | +47 |
|  | 2.  | Hajduk Split            | 65  | 30 | 20 | 5  | 5  | 61 | 28 | +33 |
|  | 3.  | Dinamo Zagreb           | 59  | 30 | 18 | 5  | 7  | 58 | 30 | +28 |
|  | 4.  | Varteks Varaždin        | 57  | 30 | 17 | 6  | 7  | 58 | 40 | +18 |
|  | 5.  | HNK Rijeka              | 51  | 30 | 15 | 6  | 9  | 46 | 37 | +9  |
|  | 6.  | Slaven Belupo           | 42  | 30 | 11 | 9  | 10 | 34 | 36 | -2  |
|  | 7.  | Pomorac Kostrena (A)    | 40  | 30 | 12 | 4  | 14 | 36 | 41 | -5  |
|  | 8.  | NK Osijek               | 37  | 30 | 11 | 4  | 15 | 45 | 48 | -3  |
|  | 9.  | NK Zadar (A)            | 36  | 30 | 9  | 9  | 12 | 43 | 47 | -4  |
|  | 10. | Cibalia Vinkovci        | 36  | 30 | 9  | 9  | 12 | 34 | 37 | -3  |
|  | 11. | HNK Šibenik             | 36  | 30 | 10 | 6  | 14 | 33 | 36 | -3  |
|  | 12. | Kamen Ingrad Velika (A) | 35  | 30 | 9  | 8  | 13 | 28 | 46 | -18 |
|  | 13. | Hrvatski Dragovoljac    | 34  | 30 | 9  | 7  | 14 | 34 | 45 | -11 |
|  | 14. | NK Čakovec              | 32  | 30 | 9  | 5  | 16 | 31 | 44 | -13 |
|  | 15. | NK Marsonia             | 30  | 30 | 8  | 6  | 16 | 37 | 46 | -9  |
|  | 16. | TSK Topolovac (A)       | 14  | 30 | 4  | 2  | 24 | 31 | 95 | -64 |

- (A) : Ascendido la temporada anterior.

|  | Campeón y clasificado a la Liga de Campeones de la UEFA 2002-03. |
|  | Clasificado a la Copa de la UEFA 2002-03.                        |
|  | Playoffs de Promoción-Descenso.                                  |
|  | Descendido a la Druga HNL 2002-03.                               |

### Promoción
El HNK Šibenik y el Kamen Ingrad Velika mantuvieron su lugar en la máxima categoría al superar a sus dos rivales de la 2. HNL.
| 15 de mayo de 2002 | HNK Vukovar '91 | 0:0 | HNK Šibenik |  |  |

| 19 de mayo de 2002 | HNK Šibenik | 4:3 | HNK Vukovar '91 |  |  |

| 15 de mayo de 2002 | NK Istra Pula | 0:1 | Kamen Ingrad Velika |  |  |

| 19 de mayo de 2002 | Kamen Ingrad Velika | 2:1 | NK Istra Pula |  |  |

## Máximos Goleadores
| Jugador         | Club             | Goles |
| --------------- | ---------------- | ----- |
| Ivica Olić      | NK Zagreb        | 21    |
| Saša Bjelanović | Varteks Varaždin | 16    |
| Admir Hasančić  | NK Zagreb        | 14    |
| Dario Zahora    | Dinamo Zagreb    | 14    |

Fuente: 1.hnl.net